# Pristimantis muscosus
Pristimantis muscosus es una especie de anfibio anuro de la familia Craugastoridae.

## Distribución
Esta especie habita entre los 1800 y 2000 m de altitud:
- en Ecuador en la provincia de Zamora-Chinchipe en la ladera oriental de la Cordillera del Cóndor;
- en Perú en la provincia de Rioja en la región de San Martín en la Cordillera Oriental.[4]

## Publicación original
- Duellman & Pramuk, 1999 : Frogs of the genus Eleutherodactylus (Anura: Leptodactylidae) in the Andes of northern Peru. Scientific Papers Natural History Museum the University of Kansas, n.º 13, p. 1-78[5]